# Ophioglossum lineare
Ophioglossum lineare là một loài dương xỉ trong họ Ophioglossaceae. Loài này được Schltr. & Brause, Brause mô tả khoa học đầu tiên năm 1912.
Danh pháp khoa học của loài này chưa được làm sáng tỏ. 